# Galvatron
Galvatron is de naam van verschillende personages uit de Transformersfranchise. In meeste gevallen betreft het een geüpgradede versie van Megatron, de leider van de Decepticons.

## Generation 1

### Animatie
Galvatron maakte zijn debuut in de animatiefilm The Transformers: The Movie. In deze film werden een zwaargewonde Megatron en enkele andere Decepticons achtergelaten in de ruimte toen de nog wel functionerende Decepticons terugkeerden naar Cybertron. De groep werd gevonden door Unicron, die hun nieuwe krachten gaf. Zo veranderde Megatron in Galvatron.
Galvatron kreeg van Unicron het bevel om de Autobot Matrix of Leadership te vernietigen. Hij nam het bevel over de Decepticons weer op zich. Galvatron kreeg uiteindelijk de matrix in handen en probeerde deze tegen Unicron te gebruiken. Dit mislukte, en Galvatron werd door Unicron verslonden. Later, vlak voor Unicron vernietigd werd, werd Galvatron de ruimte in geslingerd.
Galvatron keerde weer terug in het derde en vierde seizoen van de originele animatieserie. In deze seizoenen werd hij weer de Decepticonleider, en sloot vaak deals met de Quintessons. Deze deals draaiden vrijwel altijd uit op verraad door een van beide groepen. In de rest van de serie bleef Galvatron een vaste tegenstander van de Autobots. Ook in de Japanse vervolgserie, Transformers: The Headmasters, speelde hij een grote rol.
Hoewel de Decepticons op de hoogte waren van het feit dat Megatron en Galvatron een en dezelfde waren, leek het erop dat de meeste Autobots uit de originele serie dit niet wisten. Dit omdat vrijwel alle originele Autobots in de film stierven en vervangen werden door anderen voor de rest van de serie. Galvatron zelf refereert vrijwel nooit aan zijn tijd als Megatron, en kan gezien worden als een afzonderlijk personage.

### Strips
In de Transformers stripserie van Marvel Comics kwamen meerdere personages met de naam Galvatron voor. Na uitkomst van de film schreef Simon Furman het eerste stripverhaal waarin Galvatron voorkwam. Deze Galvatron was ook een omgebouwde Megatron. Deze Galvatron kwam echter uit de toekomst, en dook op in een serie verhalen die zich afspeelden tussen het heden en een mogelijke toekomst. Deze vele tijdreizen hadden alternatieve universums tot gevolg, waaronder een waarin Megatron nooit Galvatron werd.
De tweede Galvatron werd geïntroduceerd door Bob Budiansky in een verhaal waarin Unicron een Galvatron uit een parallel universum haalt en hem tot zijn dienaar maakt. In het universum van deze Galvatron had Unicron Cybertron vernietigd, en heersten de Decepticons over de aarde. Later in de strips kwamen Galvatron en Megatron elkaar tegen en vochten onderling.

## Beast era
In de serie Beast Wars kwam Galvatron niet voor, maar hij werd wel een paar keer genoemd. Dit gebeurde onder andere in de aflevering Possession van de video Warning From Space.
In de Japanse spin-offserie Beast Wars II dook wel een personage op met de naam Galvatron. Deze Galvatron had geen connecties met Megatron, en was de leider van de Predacons. Deze Galvatron kon veranderen van robot naar draak en tank. Galvatron werd aan het eind van de serie levenloos achtergelaten, maar dook weer op in Beast Wars Neo. Hierin was zijn lichaam overgenomen door Unicron, die Galvatron wilde gebruiken om zichzelf te herstellen.

## Robots in Disguise
In de opzichzelfstaande Japanse serie Transformers: Robots in Disguise was de hoofdvijand een Predacon met de naam Gigatron, die later een upgrade kreeg tot Devil Gigatron. In de Amerikaanse nasynchronisatie werd Gigatron omgedoopt tot Megatron. Toen hij zijn power-up kreeg, werd wederom gekozen voor de naam Galvatron.
Deze Galvatron kon veranderen in 9 alternatieve vormen: een tweekoppige draak, een hand, een vleermuis, een auto, een boot, een straaljager, een griffioen, een mammoet en een pterodon. Ook kon hij de energie van anderen absorberen om zichzelf sterker te maken.

## Unicron trilogie

### Animatie
In de Unicron Trilogie, bestaande uit Transformers: Armada, Transformers: Energon en Transformers: Cybertron, kwam Galvatron ook voor.
In de Amerikaanse nasynchronisaties begon Galvatron in elke serie als Megatron, en werd later geüpgraded tot Galvatron. In Armada veranderde hij door toedoen van de Mini-Cons in Galvatron. Aan het eind van de serie offerde hij zichzelf op om Unicron te stoppen.
In “Energon” keerde Galvatron weer terug, maar noemde zichzelf nu weer Megatron. In deze serie nam hij de naam Galvatron pas weer aan nadat een dosis super Energon hem veranderde in een alternatieve vorm.
In “Cybertron” begon Galvatron wederom als Megatron, en veranderde zijn naam pas nadat hij een power-up kreeg van de Cyber Planet Keys. Deze Galvatron kwam aan zijn einde door toedoen van Optimus Prime.
In de Japanse versie van de trilogie bleef Megatron zichzelf gedurende de hele “Armada” serie Megatron noemen. Pas bij zijn terugkeer in “Energon” had hij zichzelf hernoemd tot Galvatron, en bleef die naam toen de hele serie gebruiken.

### Strips
In de Dreamwave strips van Transformers: Armada veranderde Megatron niet in Galvatron. In plaats daarvan was Galvatron in deze serie een ander personage, en helper van Unicron. Deze Galvatron was duidelijk gebaseerd op de Galvatron uit Generation 1. Galvatron en Megatron vochten, waarbij Megatron Galvatron doodde met de Star Saber.

## Andere versies
Galvatron dook ook op in de Transformers-strips van IDW Publishing. In deze stripserie was hij geen geüpgradede Megatron maar een Transformer uit het Gouden Tijdperk van Cybertron. Hij was van mening dat hij was voorbestemd tot iets groots. Net als de Marvel versie van Galvatron was deze Galvatron vrijwel onverwoestbaar.
Galvatron verscheen in het boek The Lost Treasure of Cybertron uitgebracht door Marvel Books in 1986.